# Mackenziaena leachii
Mackenziaena leachii là một loài chim trong họ Thamnophilidae.